# Sadio Mané
Sadio Mané (født 10. april 1992) er en senegalesisk fodboldspiller, der spiller som kantspiller hos Al Nassr.
I 2015 satte Mané ny Premier League-rekord for det hurtigste hattrick, da han scorede tre gange på 176 sekunder i en 6-1 sejr over Aston Villa.
Mané skiftede til Liverpool i 2016 for £34 mio., hvilket dengang gjorde ham til den dyreste afrikanske spiller i historien.

## Klubkarriere

### Red Bull Salzburg
Den 31. august 2012 skiftede Mané til Red Bull Salzburg i en handel i omegnen af €4 millioner.
Han scorede sit første hattrick for klubben den 31. oktober 2012 i en 3-1 sejr over Kalsdorf i den tredje runde af den østrigske cup-turnering, ÖFB Cup. D. 27. oktober 2013 scorede han sit første hattrick for klubben i den østrigske Bundesliga i en 3-0 sejr over Grödig.
I slutningen af august 2014 gennemtvang Mané en transfer ved at udeblive fra klubbens træningenssessioner samt klubbens vigtigste opgør dengang i form af kvalifikation til Champions League.

### Southampton

#### 2014-15 sæsonen
Den 1. september 2014 skiftede Mané til Premier League-klubben Southampton FC i en handel til en værdi af £11,8 mio. Her skrev han under på en 4-årig kontrakt. Hans debut kom 22 dage senere i en 2-1 sejr over Arsenal i den engelske League Cup. Hans scorede sit første mål for klubben d. 18. oktober i en 8-0 sejr over Sunderland, selvom den efterfølgende blev noteret som et selvmål af Patrick van Aanholt. Han scorede dog i sin næste kamp for klubben, da Southampton en uge senere vandt 1-0 over Stoke City.
D. 16. maj 2015 scorede Mané Premier Leagues hurtigste hattrick i historien i en 6-1 sejr over Aston Villa. Mané scorede tre gange inden for blot 2 minutter og 36 sekunder. Den daværende rekord tilhørte Robbie Fowler, som lavede hattrick mod Arsenal på 4 minutter og 33 sekunder.
Mané sluttede sæsonen af med 10 mål i 32 kampe i alle turneringer.

#### 2015-16 sæsonen
Mané startede 2015-16 sæsonen med at assistere to gange i 3. runde af kvalifikationen til UEFA Europa League mod Vitesse Arnhem. Mané scorede dernæst i returkampen, og Southampton endte med at gå videre med samlet 5-0.
Efter ikke at have scoret i ligaen i over 4 måneder scorede Mané to gange i en 3-2 sejr over Liverpool d. 20. marts 2016. Herefter scorede han 4 mål i de næste 5 kampe, inklusiv et hattrick en 4-2 sejr over Manchester City.Han sluttede sæsonen som Southamptons topscorer med 15 mål i alle turneringer.

### Liverpool

#### 2016-17 sæsonen
D. 28. juni 2016 skiftede Mané til Liverpool for £34 mio., hvilket gjorde ham til den dyreste afrikanske spiller i historien. Mané skrev under på en femårig kontrakt.
D. 14. august fik Mané sin Premier League-debut for klubben, da han scorede i udesejren på 4-3 over Arsenal.
D. 19. december scorede Mané det eneste mål i overtiden mod Everton på Goodison Park. D. 17. februar scorede Mané to mål inden for to minutter mod Tottenham Hotspur i Liverpools første ligasejr i 2017.
I sin første sæson kom Mané på årets hold i Premier League for sæsonen 2016-17. Derudover blev Mané kåret som årets spiller i Liverpool.

#### 2017-18 sæsonen
I august 2017 scorede Mané Liverpools første mål i den nye sæson i 3-3 kampen mod Watford. Mané scorede efterfølgende i Liverpools to kampe i august, hvilket gjorde ham til månedens spiller for august.
Den 9. september 2017 fik Mané direkte rødt efter at have stemplet Manchester Citys målmand, Ederson Moraes, i et 5-0 nederlag på Etihad Stadium. Dette resulterede i en kampudelukkelse på tre kampe.
Den 14. februar scorede Mané sit første hattrick for klubben, da Liverpool vandt 5-0 ude over FC Porto i 1/8-finalen i Champions League. Med sit mål mod Bournemouth d. 14. april blev han den mest scorende senegaleser i Premier League historien med sine 43 mål; en rekord han tog fra Demba Ba.
D. 26. maj scorede Mané Liverpools udlignende mål mod Real Madrid i UEFA Champions League finalen 2018, som dog endte med et 3-1 nederlag til Liverpool. Dog betød målet, at Mané blev den første senegaleser til at score i en Champions League finale. I alt scorede Mané hele 7 mål i knock-out fasen for Liverpool i Champions League 2017/18-sæsonen og i alt 10 mål i selvsamme sæson. Dermed blev Liverpool det første hold i historien til at have tre spillere (Mohamed Salah, Roberto Firmino og Mané) til at score 10+ mål i en enkelt Champions League sæson.

#### 2018–19 sæsonen
Mané startede sæsonen ud med at score to mål mod West Ham United i en 4-0 sejr d. 12. august 2018. Dermed scorede han for 3. gang i træk i en sæsonåbningskamp for Liverpool.

## Internationalt
Mané var en del af Senegals fodboldlandshold ved sommer-OL 2012 og startede i hver kamp, da Senegal endte som nr. 2 i gruppe A efter Storbritannien. De tabte dog senere 4-2 mod Mexico.
Grundet skade var Mané ikke med for Senegal under Africa Cup of Nations 2015.
Mané repræsenterede dog Senegal til Africa Cup of Nations 2017 og scorede et mål i hver af Senegals to første kampe mod Tunesien og Zimbabwe.
Mané missede senere et straffespark i en straffesparkkonkurrence, da de tabte mod Cameroon.